# Mitra pallida
Mitra pallida är en snäckart som beskrevs av Nowell-Usticke 1959. Mitra pallida ingår i släktet Mitra och familjen Mitridae. Inga underarter finns listade i Catalogue of Life.